# NGC 3393
NGC 3393 ist eine Balken-Spiralgalaxie im Sternbild Wasserschlange. Sie ist schätzungsweise 159 Millionen Lichtjahre von der Milchstraße entfernt.
Das Objekt wurde am 24. März 1835 von dem britischen Astronomen John Herschel entdeckt. Sie zählt zu den sogenannten Seyfert-Galaxien, die sich durch einen ungewöhnlich hell leuchtenden Kern auszeichnen. Die Spiralgalaxie fällt zudem dadurch auf, dass zwei helle Arme aus heißem Gas von ihrem Zentrum ausgehen, die gemeinsam die Form eines S bilden.

NASA Aufnahme der zwei supermassereichen Schwarzen Löcher

Kombinierte Beobachtungen mit dem Weltraumteleskop Hubble und dem Röntgensatelliten Chandra zeigen, dass die Galaxie in ihrem Zentrum nicht nur ein, sondern gleich zwei supermassereichen Schwarze Löcher enthält. Dies ist das erste Paar Schwarzer Löcher, das in einer Spiralgalaxie ähnlich unserer Milchstraße gefunden wurde, und mit einer Entfernung von 160 Millionen Lichtjahren auch das bisher der Erde am nächsten gelegene. Die beiden supermassereichen Schwarzen Löcher umkreisen sich in einem Abstand von 490 Lichtjahren und sind vermutlich das Überbleibsel einer Galaxienverschmelzung vor über einer Milliarde Jahren. Die Existenz eines Schwarzen Lochs in NGC 3393 war seit langem bekannt, aber erst eine Langzeitaufnahme mit den empfindlichen Röntgendetektoren des Chandra-Satelliten zeigte das benachbarte zweite Schwarze Loch.

## Nahe gelegene Galaxien
NGC 3393 ist die hellste Galaxie in der NGC 3393-Gruppe, zu der auch NGC 3369, NGC 3383 und ESO 501-086 gehören.
Die Gruppe ist Teil des Hydra Superclusters (Abell 1060).
NGC 3393-Gruppe (LGG 223)
| Galaxie   | Alternativname | Entfernung / Mio. Lj |
| --------- | -------------- | -------------------- |
| NGC 3383  | PGC 32224      | 154                  |
| NGC 3393  | PGC 32300      | 159                  |
| NGC 3463  | PGC 32813      | 168                  |
| PGC 33124 | ESO 502-8      | 159                  |
| PGC 32944 | ESO 502-5      | 166                  |
| PGC 33329 | ESO 502-11     | 168                  |
| PGC 32515 | ESO 501-102    | 169                  |